# Ostara

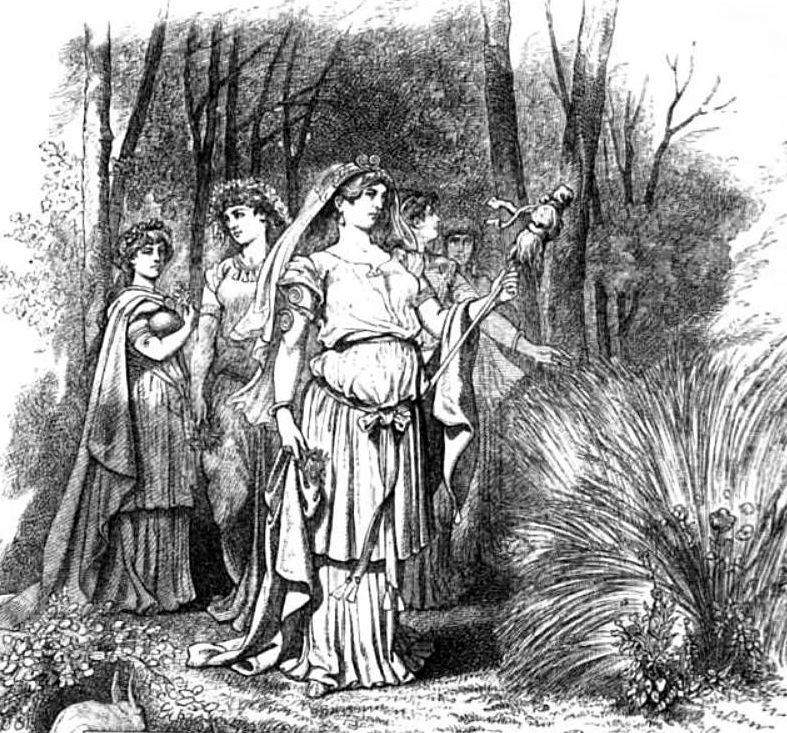
Frigg jako Ostara – Carl Emil Doepler (1824-1905)

Ostara či Eostre je germánská bohyně jara. Z jména této bohyně vychází anglické Easter a německé Ostern, oboje ve významu „Velikonoce“.
Ostara typově odpovídá dalším indoevropským bohyním úsvitu, které byly také spojeny s oslavami jara.

## Bohyně
Z jmen Ostara a Ēostre byl rekonstruován pragermánský tvar *Austrǭ vycházející z praindoevropského *h₂éwsōs „úsvit, bohyně úsvitu“. Tato jména odpovídají sanskrtskému Ušas, starořeckému Éós, latinskému Aurora a litevskému Aušra.
Anglosaský učenec Beda Ctihodný ve svém díle De temporum ratione „Počítání času“ z 8. století v patnácté kapitole zmiňuje dobová jména měsíců, včetně měsíce Ēosturmōnaþ, který byl zasvěcen bohyni jménem Eostre. Ôstarmânôth a Ôst(a)rûn je znám také ze starohornoněmeckých zdrojů.

## Svátek
Svátek pod tímto jménem je dnes slaven wiccany a v některých tradicích germánského novopohanství. Ve Wicce je Ostara je jedním z osmi sabatů Kola roku spadajícím na jarní rovnodennost a je chápána jako oslava probuzení přírody a Bohyně.